# Resolució 1997 del Consell de Seguretat de les Nacions Unides
La Resolució 1997 del Consell de Seguretat de les Nacions Unides fou adoptada per unanimitat l'11 de juliol de 2011. Després de recordar les resolucions 1590 (2005), 1627 (2005), 1663 (2006), 1706 (2006), 1709 (2006), 1714 (2006), 1755 (2007), 1812 (2008), 1870 (2009), 1919 (2010) i 1978 (2011) sobre la situació al Sudan, el Consell va autoritzar la retirada de la Missió de les Nacions Unides al Sudan (UNMIS) abans del 31 d'agost de 2011.
La resolució va ser adoptada enmig de les reserves d'algunes nacions, entre elles França, Alemanya, Regne Unit i Estats Units, que la retirada durant el conflicte i les tensions entre Sudan i Sudan del Sud obligarien a l'operació de la UNMIS a romandre a la regió.

## Resolució

### Observacions
El Consell de Seguretat va prendre nota de la petició del Ministeri d'Afers Exteriors sudanès que declara la sol·licitud de govern del Sudan d'acabar amb la UNMIS el 9 de juliol de 2011, el dia en que Sudan del Sud esdevindria independent del Sudan. Va subratllar la necessitat de la retirada ordenada de la missió de la UNMIS després del final del seu mandat el 9 de juliol de 2011.

### Actes
La resolució va autoritzar la retirada de la UNMIS a partir de l'11 de juliol de 2011, i va demanar també al Secretari General Ban Ki-moon que completés la retirada de tot el personal de la UNMIS abans del 31 d'agost de 2011. Tot el personal i els equips serien transferits de la UNMIS a la Força Provisional de Seguretat de les Nacions Unides per a Abyei (UNISFA) i a la Missió de les Nacions Unides al Sudan del Sud (UNMISS) en una "transició fluïda".
Mentrestant, el Consell va instar al govern sudanès del nord a respectar tots els aspectes del status of forces agreement signat el desembre de 2005 i a garantir la llibertat de moviment completa del personal i equip de les Nacions Unides. Finalment, també es va demanar al Secretari General que presentés opcions al Consell de Seguretat sobre els acords de seguretat en els estats de Nil Blau i Kordofan del Sud.